# Золотой глобус (премия, 1952)
9-я церемония вручения наград премии «Золотой глобус»

21 февраля 1952
Лучший фильм : 

«Место под солнцем»
9-я церемония вручения наград премии «Золотой глобус» за заслуги в области кинематографа за 1951 год. Церемония была проведена 21 февраля 1952 года в Лос-Анджелесе, штат Калифорния, США.

## Победители
| Победители выделены отдельным цветом. |

| Категории                                               | Фотографии лауреатов                                  | Победители                                          |
| ------------------------------------------------------- | ----------------------------------------------------- | --------------------------------------------------- |
| Лучший фильм — драма                                    |                                                       | • «Место под солнцем»                               |
| Лучший фильм — драма                                    | • «Блестящая победа»                                  |                                                     |
| Лучший фильм — драма                                    | • «Детективная история»                               |                                                     |
| Лучший фильм — драма                                    | • «Камо грядеши»                                      |                                                     |
| Лучший фильм — драма                                    | • «Трамвай „Желание“»                                 |                                                     |
| Лучший фильм — комедия или мюзикл                       |                                                       | • «Американец в Париже»                             |
| Лучшая мужская роль — драма                             |                                                       | • Фредрик Марч — «Смерть коммивояжёра»              |
| Лучшая мужская роль — драма                             | • Кирк Дуглас — «Детективная история»                 |                                                     |
| Лучшая мужская роль — драма                             | • Артур Кеннеди — «Блестящая победа»                  |                                                     |
| Лучшая женская роль — драма                             |                                                       | • Джейн Уайман — «Голубая вуаль»                    |
| Лучшая женская роль — драма                             | • Вивьен Ли — «Трамвай „Желание“»                     |                                                     |
| Лучшая женская роль — драма                             | • Шелли Уинтерс — «Место под солнцем»                 |                                                     |
| Лучшая мужская роль — комедия или мюзикл                |                                                       | • Дэнни Кей — «На Ривьере»                          |
| Лучшая мужская роль — комедия или мюзикл                | • Бинг Кросби — «Жених возвращается»                  |                                                     |
| Лучшая мужская роль — комедия или мюзикл                | • Джин Келли — «Американец в Париже»                  |                                                     |
| Лучшая женская роль — комедия или мюзикл                |                                                       | • Джун Эллисон — «Слишком молода, чтобы целоваться» |
| Лучший режиссёр                                         |                                                       | • Ласло Бенедек — «Смерть коммивояжёра»             |
| Лучший режиссёр                                         | • Винсент Миннелли — «Американец в Париже»            |                                                     |
| Лучший режиссёр                                         | • Джордж Стивенс — «Место под солнцем»                |                                                     |
| Лучший актёр второго плана                              |                                                       | • Питер Устинов — «Камо грядеши»                    |
| Лучшая актриса второго плана                            |                                                       | • Ким Хантер — «Трамвай „Желание“»                  |
| Лучшая актриса второго плана                            | • Ли Грант — «Детективная история»                    |                                                     |
| Лучшая актриса второго плана                            | • Телма Риттер — «Брачный сезон»                      |                                                     |
| Лучший кинооператор (чёрно-белый фильм)                 |                                                       | • Франц Планер — «Смерть коммивояжёра»              |
| Лучший кинооператор (чёрно-белый фильм)                 | • Уильям С. Меллор — «Место под солнцем»              |                                                     |
| Лучший кинооператор (чёрно-белый фильм)                 | • Франц Планер — «Решение перед рассветом»            |                                                     |
| Лучший кинооператор (цветной фильм)                     |                                                       | • Уильям В. Сколл — «Камо грядеши»                  |
| Лучший сценарий                                         |                                                       | • Роберт Бакнер — «Блестящая победа»                |
| Лучшая музыка к фильму                                  |                                                       | • Виктор Янг — «Сентябрьская афера»                 |
| Лучшая музыка к фильму                                  | • Бернард Херрманн — «День, когда остановилась Земля» |                                                     |
| Лучшая музыка к фильму                                  | • Дмитрий Тёмкин — «Справедливо»                      |                                                     |
| Специальная награда «Достижение»                        |                                                       | • Ален Рене                                         |
| Премия Генриетты (избранный мировой фильм)              |                                                       | • Эстер Уильямс                                     |
| Лучший фильм по развитию международного взаимопонимания |                                                       | • Роберт Уайз — «День, когда остановилась Земля»    |
| Лучший дебют актёра                                     |                                                       | • Кевин Маккарти                                    |
| Лучший дебют актрисы                                    |                                                       | • Пьер Анджели                                      |